# 哥宝
哥宝（1927年—2022年8月29日），缅甸作曲家。
哥宝于1927年（缅历1289年）出生在曼德勒，哥宝是其艺名，真名吴觉松（ဦးကျော်စို）。24岁接触音乐，担任萨克斯管演奏者，1949年开始写歌；在曼德勒电影时代，他还当过摄影师；曾为多部电影，例如《春雨（သင်္ကြန်မိုး）》、《传奇（ဒဏ္ဍာရီ）》等写过歌，并兼任过市乐器协会会长。
哥宝于2022年8月29日在曼德勒去世，年96岁。